# Daniel Grandclément
Pour les articles homonymes, voir Grandclément.
Daniel Grandclément, né le 24 octobre 1946 à Paris, est un écrivain, journaliste, reporter et reporter d'images-documentariste français.
Il a reçu le prix FIGRA pour son reportage Les Martyrs du golfe d'Aden.

## Biographie
Après des études au lycée Janson-de-Sailly puis à Franconville la Garenne il rate son bac à l'âge de 15 ans. Il obtient un C.A.P. d’aide comptable qui lui permet de travailler dans l'entreprise familiale de bijouterie jusqu'en 1968. Influencé par le mouvement étudiant de Mai 68, il prend la route, et se met à vendre des bijoux sur les marchés, et à dessiner des accessoires de mode.
En 1972 il commence à faire du journalisme, et il entre à TF1 où il est tour à tour présentateur du journal télévisé de 23 heures, reporter, chroniqueur politique.
Après un court passage à la radio où il continue ses chroniques politiques, il revient à la télévision sur Antenne 2 en 1983, puis à TF1 comme rédacteur en chef du journal de 20 heures, puis à FR3 entre 1986 et 1990. Sa présence sur le petit écran devient plus épisodique par la suite, car il se lance dans le documentaire et les reportages pour des émissions comme Thalassa, Grands Reportages, Faut pas rêver.
Il a également écrit la biographie d'Henry de Monfreid, celle de Bao Daï et une enquête sur André Grandclément (dont il est un lointain parent).
Ses trois reportages les plus célèbres sont :
- Les Martyrs du golfe d'Aden, (2008) qui lui a valu le prix FIGRA au Touquet.
- Les Enfants perdus du Sénégal (2009) (aussi intitulé Les Enfants de M'Bour[1])
- Le Printemps noir des chrétiens d'Égypte (2013)[2].

## Publications
- Daniel Grandclément, L'Incroyable Henry de Monfreid, Paris, Grasset, 1990, 439 p. (ISBN 978-2-246-55831-6 et 2-2465-5831-X)
- Daniel Grandclément, Bao Daï : Les derniers jours de l'empire d'Annam, Paris, Jean-Claude Lattès, 1997, 382 p. (ISBN 978-2-7096-1821-2 et 2-7096-1821-4)
- Daniel Grandclément, L'énigme André Grandclément, Paris, Balland, 2003, 280 p. (ISBN 978-2-7158-1465-3 et 2-7158-1465-8)
- Daniel Grandclément, Bao Daï:Le dernier empereur du Vietnam, Paris, Perrin, 2025, 384 p. (ISBN 978-2-262-10317-0).

## Prix
- Prix Figra en Festival international du grand reportage d'actualité
- Prix du Documentaire tourné à l'étranger du Prix Média Enfance Majuscule 2013 et 2017.
- Prix Simone Chalon de la personnalité remarquable du Prix Média Enfance Majuscule 2017.
- Mention attribuée  à Les enfants du Port, la révolte au Prix média ENFANCE majuscule 2021 catégorie Documentaire tourné à l'étranger[3]